# Brittany Maynard
Brittany Maynard (19 de novembro de 1984 - 1 de novembro de 2014) foi uma americana com câncer cerebral em fase terminal, que decidiu acabar com sua própria vida "assim que achasse o momento certo para tal". 
Ela foi uma defensora na legalização do suicídio assistido.

## Biografia
Maynard nasceu em Anaheim, Califórnia, em 19 de novembro de 1984. Maynard graduou-se na Universidade da Califórnia, Berkeley, com um bacharelado em Psicologia em 2006, no Colégio de Letras e Ciência e na Universidade da Califórnia, Escola Irvine de Educação em 2010, com um mestrado em educação. Interessada em viagens internacionais desde o ensino médio, Maynard lecionou em orfanatos em Catmandu, Nepal, e viajou também para o Vietnã, Camboja e outros países do Sudeste Asiático.
Em 1 de janeiro de 2014, ela foi diagnosticada com astrocitoma de nível 2, uma forma de câncer cerebral, e teve uma craniotomia parcial e uma resseção parcial de seu lobo temporal. O câncer retornou em abril de 2014, e seu diagnóstico foi então elevado para o astrocitoma de nível 4, também conhecido como glioblastoma, com um prognóstico de seis meses de vida.
Ela se mudou da Califórnia para Oregon, de modo a obter direito à Lei da Morte com Dignidade, de Oregon, afirmando que ela havia decidido que "a morte com dignidade foi a melhor opção para mim e minha família."  Ela fez parceria com a Compassion & Choices para criar o Fundo Brittany Maynard, que busca legalizar o suicídio assistido em estados na qual é atualmente ilegal. Ela também escreveu um texto para a CNN intitulado "Meu Direito à Morte com Dignidade aos 29".
Em outubro de 2014, ela afirmou que "não achava ser o momento certo por agora", mas que ela ainda haveria de acabar com sua própria vida em algum momento. Maynard planejou acabar com sua vida em 1 de novembro de 2014, com drogas prescritas por seu médico.

## Vida Pessoal
Maynard casou-se com Daniel Esteban "Dan" Diaz em setembro de 2012. Em outubro de 2014, ela disse ter preenchido o último item de sua lista de coisas a fazer antes de morrer, ao visitar o Grand Canyon. Ao lado de seu marido, ela foi apoiada por sua mãe, Deborah Ziegler, e seu padrasto, Gary Holmes.

## Morte
Foi relatado em 2 de novembro de 2014, pela People e várias outras fontes de notícia que Maynard havia acabado com sua vida em 1 de novembro, rodeada por seus entes queridos.  Em conformidade com a lei estadual de Oregon a respeito da morte com dignidade, apesar de Maynard ter acabado com sua própria vida, tumor cerebral é a causa oficial da morte em seu obituário.
Maynard escreveu em sua último post do Facebook: "Adeus a todos os meus queridos amigos e familiares que eu amo. Hoje é o dia que escolhi para partir com dignidade em face de minha enfermidade terminal; esse horrível câncer cerebral que tem drenado tanto de mim... mas que teria drenado muito mais."
Quando Maynard faleceu, ela havia ultrapassado o prognóstico de seu médico de abril de 2014, na qual alegou que ela teria somente seis meses de vida.  Por esta razão, controvérsias sobre sua morte e dúvidas surgiram a respeito da confiabilidade dos médicos com relação ao prognóstico na expectativa de vida de um paciente.

## Ativismo e legado
Nas semanas que antecederam a sua morte, Maynard tornou se tema principal no debate direito-de-morrer, atraindo atenção pública, com mais de 16 milhões de visitantes únicos lendo sua história em People.com. Arthur Caplan, da Divisão de Éticas Médicas da Universidade de Nova Iorque escreveu que Maynard era "jovem, vívida e atraente... e tinha uma personalidade excêntrica”, dos pacientes típicos que buscam o suicídio assistido com médicos—até então com média de 71 anos em Oregon—ela "mudou a visão do debate" e conseguiu pessoas de sua geração interessadas na questão. Marcia Angell, ex-editora-chefe do New England Journal of Medicine, escreveu que Maynard foi uma "nova personalidade" do movimento do suicídio assistido que teve "grandiosamente auxiliado futuros pacientes que querem a mesma decisão." No entanto, indivíduos com doenças terminais publicamente criticaram a apologia de Maynard ao suicídio assistido. As pacientes com câncer terminal Kara Tippetts e Maggie Karner enviaram cartas para Maynard, pedindo a ela que reconsiderasse de sua decisão.
Dentro de três dias após o falecimento de Maynard, um oficial de alto escalão do Vaticano condenou sua decisão em morrer, informando que "Suicídio não é uma coisa boa. É uma coisa ruim porque está respondendo um não para a vida e para tudo que abrange a nossa missão no mundo e a todos que nos rodeiam." O National Right to Life Committee (NRLC) alegou que a organização sem fins lucrativos escolhida por Maynard, Compassion & Choices, havia "explorado a enfermidade de Brittany Maynard para promover a legalização do suicídio assistido com prescrição médica nos estados." A mãe de Brittany defendeu a decisão de sua filha através de uma carta, divulgada pela Compassion & Choices, afirmando que "A decisão de minha filha de vinte e nove anos em morrer gentilmente, ao invés de sofrer degradação física e mental e dor severa, não merece ser rotulada como repreensível por estranhos que estão a quilômetros de distância de conhecer ela e sua situação."
No momento da morte de Maynard, apenas três estados possuíam leis morte-com-dignidade, com dois outros tendo regras jurídicas protegendo médicos que ajudassem os pacientes a morrer, e projetos haviam sido apresentados em sete outros estados. Pesquisas têm mostrado o povo americano como dividido a respeito de leis do tipo. O ativismo de Maynard tem tido um intenso foco na proposta da legislação do suicídio assistido em Connecticut.
A família de Maynard reproduziu um vídeo testemunho que a mesma havia gravado para a proposta na mudança legislativa em seu estado de origem, na Califórnia. Em 11 de setembro de 2015, legisladores da Califórnia deram aprovação final para o Projeto do Senado (SB 128) End of Life Option Act. Uma versão modificada do projeto, ABx2 15, foi assinada pelo Governador Jerry Brown em 5 de outubro de 2015. Como o projeto foi aprovado durante uma sessão especial, o mesmo não entrará em vigor até três meses após o final da sessão, na qual poderá ser até o fim de 2016.